# (9901) 1997 NV
(9901) 1997 NV (1997 NV, 1983 RD5, 1990 RF12) — астероїд головного поясу, відкритий 1 липня 1997 року.
Тіссеранів параметр щодо Юпітера — 3,543.